# Narewka (řeka)
Narewka je řeka pramenící v západním Bělorusku (Brestská oblast), protékající východním Polskem (Podleské vojvodství) a vlévající se do řeky Narew (zleva), což je pravý přítok Visly. Celková délka toku je 61,1 km.

## Průběh toku
Pramení v mokřadech v Bělověžském pralese, 21,7 km od polských hranic v nadmořské výšce 159 m. Hlavními přítoky jsou Łutownia (levý) a Orlówka, Hwoźna a Braszcza (pravý). Důležitými místy jsou na řece přírodní rezervace Wysokie Bagno, vsi Podolany a Bělověž. Řeka protéká Bělověžským národním parkem.